# 铁封山
铁封山位于中国广西壮族自治区桂林市中山北路东侧，漓江西岸，北为驿前街，南为东镇路，海拔248.6米，相对高度98.6米，东西长430米，南北宽180米，山体呈马鞍形，占地面积为4.75万平方米。山北陡峭，南面稍缓，可以攀援。

## 历史
铁封山旧称镇南峰，又或因东南有东镇门，又称东镇门山，民间俗称粟家山。铁封山与其西面的鹦鹉山并立，其间狭口旧时有城门，扼桂林城北交通要到，势如铁封，有“铁封锁钥”之称。山西麓两峰之间现存宋代城墙、便门、藏兵洞等，东麓城墙经东镇门南达叠彩山。山南麓现存唐宋摩崖石刻6件，其中唐代的《大历平蛮颂》最为珍贵。